# Объединённые левые (Словения)
«Объединённые левые» («Объединённая левая», словен. Združena levica) — социалистическая и антикапиталистическая коалиция политических партий в Словении. В её состав вошли Инициатива за демократический социализм (IDS), Демократическая партия труда (DSD) и экосоциалистическая Партия устойчивого развития (TRS), а также отдельные независимые активисты молодёжного, рабочего и социальных движений. 24 июня 2017 года две составляющие коалиции (IDS и DSD) объединились в единую партию, а их руководители (соответственно Лука Месец и Виолетта Томич) стали координатором и его заместительницей в новой силе, получившей название «Левые» («Левица», словен. Levica).

## История
Коалиция была создана для участия в европейских выборах 2014 года. Учредительный съезд «Объединённых левых» 1 марта 2014 года посетил Алексис Ципрас из греческой СИРИЗА. На выборах в Европарламент коалиция сенсационно получила 5,5 % голосов, чего, впрочем, было недостаточно для выбора хотя бы одного евродепутата. 
На последовавших парламентских выборах 2014 года заняла пятое место, получив 51 463 (5,97 %) голосов и 6 депутатских мандатов — столько же, сколько и партия «Социал-демократы», до того бывшая ведущей силой левого спектра в стране. Парламентскую фракцию «Объединённых левых» возглавил 27-летний Лука Месец.
По опросам лета 2015 года являлась самой популярной политической силой страны.
В 2016 году начался переговорный процесс по объединению партий коалиции, занявший полтора года и сопровождавшийся внутренними спорами. Представители Демократической партии труда и независимых активистов, не представленные в парламенте, обвиняли две другие партии в недемократических тенденциях и отказались сливаться с ними; также откололась часть членов Инициативы за демократический социализм, включая одного из депутатов. Тем не менее, при поддержке Партии европейских левых (ПЕЛ) летом 2017 года было завершено создание единой партии «Левица».

## Принципы и деятельность

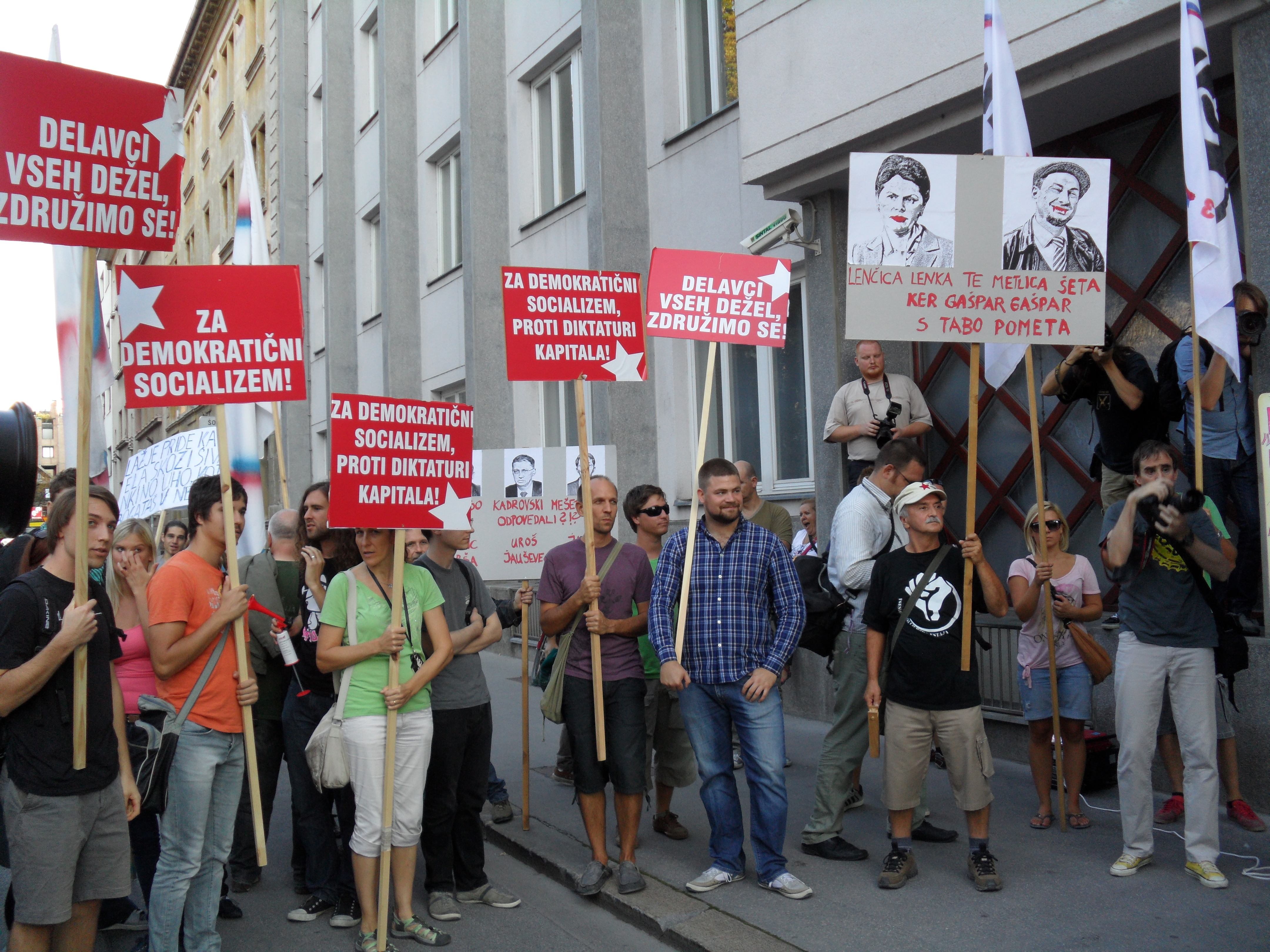
Митинг Инициативы за демократический социализм, сентябрь 2013 года

Словенские «Объединённые левые» и «Левые» отвергают неолиберальный капитализм и провозглашают принципы демократии участия, устойчивого развития, защиты окружающей среды, самоуправления, эгалитаризма, миролюбия — и «гуманного демократического социализма», подчёркивая, что в нынешних условиях это не тождественно социал-демократическому мировоззрению:
…Мы является сторонниками нового креативного социализма, социализма XXI века. С уважением относясь к старой социал-демократической традиции, революционным преобразованиям прошлого (включая революцию 1917 года в вашей стране, но учитывая и ошибки и недостатки, которые были ей присущи) или югославской модели самоуправляющегося социализма, мы отдаём себе отчёт в том, что все прежние модели имели ограничения и не смогли обойти исторических тупиков. В некоторых случаях реальная практика их реализации очень сильно отличалась от гуманистических идеалов социалистической перспективы.
Крупнейшая составляющая коалиции — Инициатива за демократический социализм — возникла из низового движения против жёсткой экономии, вдохновлявшегося «Захвати Уолл-стрит», и не имела отдельного лидера, располагая коллективным руководством. Интеллектуальный центр коалиции носит название «Рабоче-панковский университет» (Delavsko-punkerska univerza), который и выступил с инициативой новой левой политической силы в ноябре 2013 года. 
Политическая сила стояла у истоков общенациональной петиции с требованием повысить до 700 евро минимальный размер оплаты труда в Словении, составлявший 613 евро. Фракция «Объединённых левых» инициировала легализацию однополых браков в Словении. Отталкиваясь от неудачи греческого правительства Ципраса провести прогрессивные реформы, не выходя из зоны евро и не отвергая требования кредиторов,  «Объединённые левые» призвали товарищей в других странах Евросоюза к формулированию альтернативного «плана Б», критического к институциям ЕС.